# Объединённая демократическая партия (Маршалловы Острова)

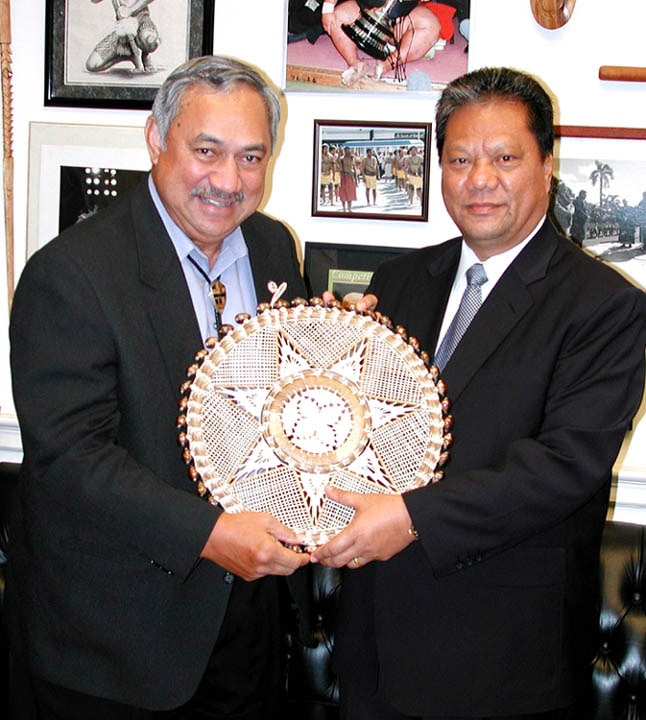
Член партии Кесаи Геса Ноте (справа)

Объединённая демократическая партия (англ. United Democratic Party) — политическая партия на Маршалловых Островах. Один из известных членов партии — бывший президент Маршалловых островов Кесаи Геса Ноте. Партия создана в 1984 году. На последних парламентских выборах 17 ноября 2007 года партия получила 22 места в Законодательное собрание Маршалловых Островов.